# 穆瓦讷河畔蒙蒂涅
穆瓦讷河畔蒙蒂涅（法語：Montigné-sur-Moine，法語發音：[mɔ̃tiɲe syʁ mwan]）是法国曼恩-卢瓦尔省的一个旧市镇。2000年，穆瓦讷河畔蒙蒂涅与市镇蒙福孔合并为市镇蒙福孔-蒙蒂涅。2015年12月15日，蒙福孔-蒙蒂涅和相邻的9个市镇合并为新市镇塞夫勒穆瓦讷。

## 地理
穆瓦讷河畔蒙蒂涅（47°5'6.00"N, 1°8'12.83"W）面积16.51 平方千米，位于法国新阿基坦大区德塞夫勒省，该省份为法国西部内陆省份，北起曼恩-卢瓦尔省，西接旺代省，南至夏朗德省和滨海夏朗德省，东临维埃纳省。
与穆瓦讷河畔蒙蒂涅接壤的市镇（或旧市镇、城区）包括：蒙福孔。
穆瓦讷河畔蒙蒂涅的时区为UTC+01:00、UTC+02:00（夏令时）。

## 行政
穆瓦讷河畔蒙蒂涅的邮政编码为49230，INSEE市镇编码为49210。

## 人口
穆瓦讷河畔蒙蒂涅于1999年3月8日时的人口数量为1204人。